# US Pistoiese 1921
US Pistoiese 1921 is een Italiaanse voetbalclub uit Pistoia in Toscane.
De club werd opgericht in 1921 als US Pistoiese en promoveerde in de jaren zeventig naar de Serie B. In 1980 maakte de club de sprong naar de Serie A met spelers als Marcello Lippi en Mario Frustalupi. Pistoiese kende een goede start en stond op een gegeven moment op de zesde plaats, maar zakte daarna weg en belandde op de laatste plaats en degradeerde. Daarna zakte de club weg naar de Serie C1. Pistoiese keerde in het seizoen 1995/96 terug in de Serie B en voor enkele seizoenen tussen 1999 en 2002. In 2005/06 won de club net de strijd tegen de degradatie.
In 2009 kreeg Pistoiese geen licentie meer voor de professionele competitie. De club maakte een doorstart als amateurvereniging onder de naam Unione Sportiva Pistoiese 1921 S.r.l. en werd bij uitzondering meteen toegelaten tot het hoogste amateurniveau in Toscane. In 2014 slaagde de club er in om terug te keren op het derde voetbalniveau in Italië. Ze werd hierbij geholpen door de herstructurering van de Lega Pro die in het seizoen 2014/2015 eenklassig werd. De kampioenen van de Serie D-groepen plaatsten zich dat seizoen rechtstreeks voor deze nieuwe Liga.

## Eindklasseringen
| Seizoen | Competitie                        | Niveau | Eindstand | Coppa Italia | Opmerking                                                                   |
| ------- | --------------------------------- | ------ | --------- | ------------ | --------------------------------------------------------------------------- |
| 2000/01 | Serie B                           | II     | 16        | 2e groep 3   |                                                                             |
| 2001/02 | Serie B                           | II     | 19        | 4e groep 7   |                                                                             |
| 2002/03 | Serie C1 Girone A                 | III    | 10        | 1e ronde     |                                                                             |
| 2003/04 | Serie C1 Girone A                 | III    | 10        | --           |                                                                             |
| 2004/05 | Serie C1 Girone A                 | III    | 6         | --           |                                                                             |
| 2005/06 | Serie C1 Girone B                 | III    | 10        | --           |                                                                             |
| 2006/07 | Serie C1 Girone A                 | III    | 9         | --           |                                                                             |
| 2007/08 | Serie C1 Girone B                 | III    | 14        | --           | winnaar play-out > AC Sangiovannese 1927 (4-0)                              |
| 2008/09 | Lega Pro Prima Divisione Girone B | III    | 16        | --           | Geen proflicentie meer. Herstart in Eccellenza Toscane als US Pistoise 1921 |
| 2009/10 | Eccellenza Toscane Girone B       | VI     | 2         | --           |                                                                             |
| 2010/11 | Eccellenza Toscane Girone A       | VI     | 1         | --           |                                                                             |
| 2011/12 | Serie D Girone D                  | V      | 7         | --           |                                                                             |
| 2012/13 | Serie D Girone D                  | V      | 5         | --           | 1e ronde interregionale promotieserie                                       |
| 2013/14 | Serie D Girone E                  | V      | 1         | --           | Promoveerde meteen door naar nieuw gevormde eenklassige Lega Pro            |
| 2014/15 | Lega Pro Girone B                 | III    | 13        |              |                                                                             |
| 2015/16 | Lega Pro Girone B                 | III    | 12        | --           |                                                                             |
| 2016/17 | Lega Pro Girone A                 | III    | 13        | --           |                                                                             |
| 2017/18 | Serie C Girone A                  | III    | 10        | --           | 1e ronde promotieserie                                                      |
| 2018/19 | Serie C Girone A                  | III    | 15        | 1e ronde     |                                                                             |
| 2019/20 | Serie C Girone A                  | III    | 12        | --           |                                                                             |
| 2020/21 | Serie C Girone A                  | III    | 18        | --           | geen degradatie i.v.m. terugtrekkingen/uitsluitingen                        |
| 2021/22 | Serie C Girone B                  | III    | 18        | --           | play-out > Imolese Calcio 1919: 2-1 / 0-1                                   |
| 2022/23 | Serie D Girone D                  | IV     | 2         | --           | halve finale promotieserie                                                  |
| 2023/24 | Serie D Girone D                  | IV     | .         | --           |                                                                             |

## Bekende (oud-)spelers
- Alfredo Aglietti
- Francesco Baiano
- Mauro Bellugi
- Francesco Guidolin
- Marcello Lippi
- Lido Vieri